# 阿默斯特 (新斯科舍省)
阿默斯特（英語：Amherst）是位于加拿大新斯科舍省芬迪湾畔的一个镇。该地以英国军官第一代阿默斯特男爵杰弗里·阿默斯特的名字命名。
1. ↑  . 加拿大統計局. 2022-02-09  [2024-10-15]. （原始内容存档于2023-04-13） （英语）.